# Vincent Pastore

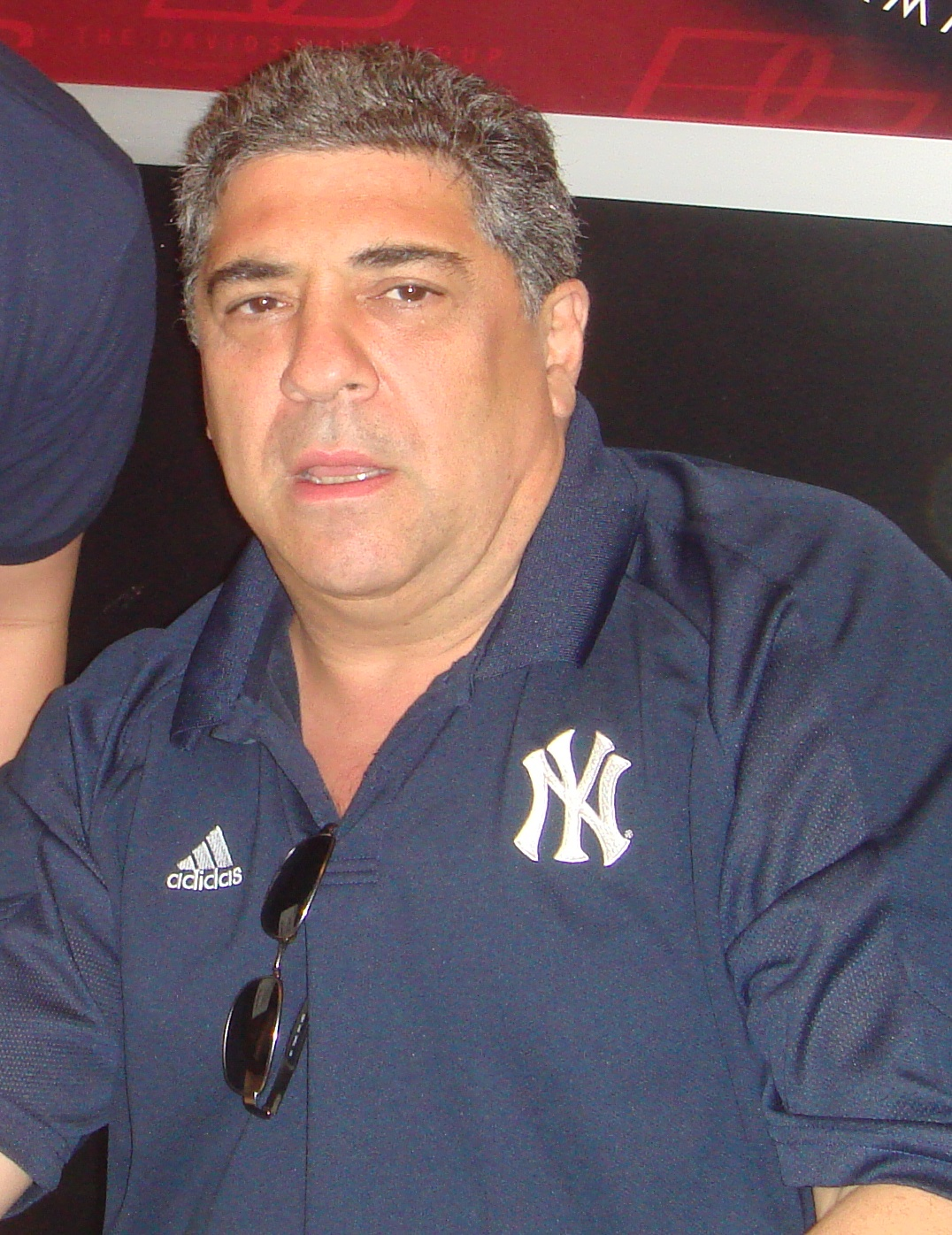
Vincent Pastore in 2006

Vincent Pastore (The Bronx (New York), 14 juli 1946) is een Amerikaans acteur en filmproducent.

## Biografie
Pastore is van Italiaanse afkomst. Pastore ging na zijn high school in dienst bij de United States Navy. Hierna ging hij studeren aan de Pace University in New York voor drie jaar om hierna, op aanraden van zijn vrienden, Matt en Kevin Dillon, zich te richten op acteren. In deze tijd was hij ook eigenaar van een nachtclub in New Rochelle.  
Pastore begon in 1988 met acteren in de film Black Roses. Hierna heeft hij nog meer dan 150 rollen gespeeld in films en televisieseries zoals Goodfellas (1990), Flodder in Amerika! (1992), Carlito's Way (1993), Money Train (1995), Mickey Blue Eyes (1999), Riding in Cars with Boys (2001), The Sopranos (1999-2007 als Big Pussy) en General Hospital (2008). Hij speelt meestal als een maffia gangster door zijn Italiaans uiterlijk.
Pastore is een ook een gastpresentator bij de radiostation Sirius Satellite Radio met het programma The Wise Guy Show, dit doet hij elke woensdag van 18.00 uur tot en met 21.00 uur. 
Pastore is in het verleden getrouwd geweest en heeft hieruit een dochter. 

## Screen Actors Guild Awards
- 2001 in de categorie Uitstekende optreden door een Cast in een Dramaserie met de televisieserie The Sopranos – genomineerd.
- 2000 in de categorie Uitstekende optreden door een Cast in een Dramaserie met de televisieserie The Sopranos – gewonnen.

## Filmografie

### Films
Selectie:
- 2013 Malavita - als dikke Willy
- 2008 College Road Trip – als Freddy
- 2005 Revolver – als Zach
- 2004 Shark Tale – als Luca (animatiefilm)
- 2004 Spider-Man 2 – als treinpassagier
- 2001 Riding in Cars with Boys – als ome Lou
- 1999 A Slight Case of Murder – als taxichauffeur
- 1999 The Hurricane – als Alfred Bello
- 1999 Mickey Blue Eyes – als Al
- 1996 Night Falls on Manhattan – als politieagent
- 1996 Walking and Talking – als patiënt
- 1995 Money Train – als gokker
- 1995 The Basketball Diaries – als constructiewerker
- 1994 Who Do I Gotta Kill? – als Aldo Badamo
- 1994 It Could Happen to You – als lid van bowlingteam
- 1994 The Ref – als State Trooper
- 1993 Carlito's Way – als wijsneus
- 1992 Flodder in Amerika! – als man zonder benzine
- 1990 Awakenings – als patiënt
- 1990 Goodfellas – als man

### Televisieseries
Uitgezonderd eenmalige gastrollen.
- 2024 TRUE NOIR - The Assassination of Anton Cermak - from the Nathan Heller Casebooks - als Louis 'Little New York' Campagna - 3 afl.
- 2021 - 2023 Gravesend - als Donnie 'Glasses' Sisto - 6 afl.
- 2019 Wu-Tang: An American Saga - als Fat Larry - 6 afl.
- 2018 Hawaii Five-0 - als oom Vito - 2 afl.
- 2017 Animals. - als Big Pussy - 2 afl.
- 2008 – 2012 Aqua Teen Hunger Force – als Terry – 3 afl. (animatieserie)
- 2010 - 2012 Pair of Kings - als Yamaguchi (stem) - 4 afl.
- 2011 Adults Only – als Mitch - ? afl.
- 2008 General Hospital – als Maximus Giambetti – 6 afl.
- 2003 – 2007 Queens Supreme – als Norm Delgado – 6 afl.
- 1999 – 2007 The Sopranos – als Salvatore Bonpensiero – 30 afl.
- 2004 The Practice – als Lenny Pescatore – 3 afl.
- 2003 – 2004 One Life to Live – als Arthur Ross - ? afl.
- 2000 – 2002 Son of the Beach – als Vinnie Fellachio – 3 afl.
- 2000 Bull – als Len Rutigliano – 2 afl.
- 1997 The Last Don – als Fuberta – miniserie

### Computerspel
- 2006 The Sopranos: Road to Respect – als Salvatore Bonpensiero

### Filmproducent
- 2009 Waiting for... Budd – korte documentaire
- 2008 Dough Boys – film

- Bibsys: 7063634
- Bibliothèque nationale de France: cb15081204p (data)
- Gemeinsame Normdatei: 13714590X
- International Standard Name Identifier: 0000 0003 6281 6657
- Library of Congress Control Number: no00032485
- MusicBrainz: 1e4ee52f-2d89-45ac-b230-905df07f83d9
- Nationale Bibliotheek van Israël: 987007443870005171
- Système universitaire de documentation: 17846600X
- Virtual International Authority File: 227190426
- WorldCat: E39PBJfrQcM8r4gdR9GR6h34v3